# کیس آو لایف
کیس آو لایف (انگلیسی: Kiss of Life; کره‌ای: 키스 오브 라이프; لاتین‌نویسی اصلاح‌شده: Kiseu Obeu Raipeu) گروه دخترانه اهل کره جنوبی شکل گرفته توسط اس‌تو انترتینمنت در سال ۲۰۲۳ است. این گروه متشکل از چهار عضو، جولی، ناتی، بل و هانول است و در ۵ ژوئیه ۲۰۲۳ با انتشار نخستین آلبوم چندآهنگه فعالیت خود را آغاز کردند.

## نام
بنابر گفتهٔ اس‌تو انترتینمنت، نام گروه نشان دهندهٔ جاه‌طلبی اعضا برای «دمیدن زندگی جدیدی در موسیقی با موسیقی و جذابیت خود است.»

## اعضا
- جولی (کره‌ای: 쥴리)[۲]
- ناتی (کره‌ای: 나띠)[۳]
- بل (کره‌ای: 벨)[۴]
- هانول (کره‌ای: 하늘)[۵]